# 斯科帕斯 (密蘇里州)
斯科帕斯（英語：Scopus）是位於美國密蘇里州波林格縣的非建制地區。

## 歷史
斯科帕斯的郵局於1887年設立，其後於1957年停運。

## 地理
斯科帕斯所處的海拔為高於海平面201米（即659英呎），而該地所採用的時區為UTC-6，即北美中部時區（CST）。同時該地設有夏令時間，為UTC-6調快一小時，即UTC-5（CDT）。